# Marcin In Eon-min
Marcin In Eon-min (ur. w 1737 w Jurae, zm. 9 stycznia 1800 w Haemi) – koreański męczennik i błogosławiony Kościoła katolickiego.

## Życiorys
Marcin In Eon-min urodził się w 1737 r. w szlacheckiej rodzinie. Chętnie się uczył i pogłębiał swoją wiedzę. O katolicyzmie dowiedział się od Aleksego Hwanga Sa-yeonga. Przeniósł się do Seulu i tam został ochrzczony przez Jakuba Zhou Wenmo. Aresztowano go po wybuchu prześladowań antykatolickich w 1797 roku. Bez wahania wyznał, że jest katolikiem, więc przeniesiono go do Cheongju, gdzie został poddany torturom. Następnie został wysłany do więzienia w Haemi (skąd pochodził), gdzie spotkał młodego chrześcijanina Franciszka Yi Bo-hyeona. Obaj pomimo stosowania różnych kar obydwaj otwarcie wyznawali swoją wiarę w Boga. Został zabity kamieniem przez strażnika więziennego 9 stycznia 1800 r..
Beatyfikował go papież Franciszek w grupie 124 męczenników koreańskich 16 sierpnia 2014 roku.